# Cassida leucanthemi
Cassida leucanthemi — жук підродини щитоносок з родини листоїдів.

## Поширення
Зустрічається в Австрії, Чехії, Франції, Італії (Лігурія), Польщі та Іспанії.

## Екологія та місцеперебування
Кормові рослини - Айстрові (Asteraceae): королиця звичайна (Leucanthemum vulgare).